# Eletti al Senato della Repubblica nelle elezioni politiche italiane del 1963
Questo elenco riporta i nomi dei senatori della IV legislatura della Repubblica Italiana eletti dopo le elezioni politiche del 1963 suddivisi per circoscrizione.
| Circoscrizione        | Lista                                                                         | Eletto                          | Collegio                             |
| --------------------- | ----------------------------------------------------------------------------- | ------------------------------- | ------------------------------------ |
| Piemonte              | Democrazia Cristiana                                                          | Leopoldo Baracco                | Asti                                 |
| Piemonte              | Democrazia Cristiana                                                          | Giovanni Battista Bertone       | Mondovì                              |
| Piemonte              | Democrazia Cristiana                                                          | Antonio Bussi                   | Novara                               |
| Piemonte              | Democrazia Cristiana                                                          | Osvaldo Cagnasso                | Alba                                 |
| Piemonte              | Democrazia Cristiana                                                          | Dionigi Coppo                   | Pinerolo                             |
| Piemonte              | Democrazia Cristiana                                                          | Renzo Forma                     | Ivrea                                |
| Piemonte              | Democrazia Cristiana                                                          | Giovanni Giraudo                | Cuneo - Saluzzo                      |
| Piemonte              | Democrazia Cristiana                                                          | Giuseppe Maria Sibille          | Susa                                 |
| Piemonte              | Democrazia Cristiana                                                          | Carlo Torelli                   | Verbano Cusio Ossola                 |
| Piemonte              | Partito Comunista Italiano                                                    | Walter Audisio                  | Acqui Terme - Novi Ligure            |
| Piemonte              | Partito Comunista Italiano                                                    | Carlo Boccassi                  | Alessandria - Tortona                |
| Piemonte              | Partito Comunista Italiano                                                    | Domenico Marchisio              | Vercelli                             |
| Piemonte              | Partito Comunista Italiano                                                    | Antonio Roasio                  | Torino Dora Oltre Stura Collina      |
| Piemonte              | Partito Comunista Italiano                                                    | Pietro Secchia                  | Biella                               |
| Piemonte              | Partito Comunista Italiano                                                    | Ferdinando Vacchetta            | Susa                                 |
| Piemonte              | Partito Socialista Italiano                                                   | Alessandro Bermani              | Novara                               |
| Piemonte              | Partito Socialista Italiano                                                   | Pier Luigi Passoni              | Susa                                 |
| Piemonte              | Partito Socialista Italiano                                                   | Luigi Poet                      | Pinerolo                             |
| Piemonte              | Partito Socialista Italiano                                                   | Ettore Tibaldi                  | Verbano Cusio Ossola                 |
| Piemonte              | Partito Liberale Italiano                                                     | Giacomo Bosso                   | Torino centro                        |
| Piemonte              | Partito Liberale Italiano                                                     | Perpetuo Bruno Massobrio        | Torino FIAT Aeritalia Ferriere       |
| Piemonte              | Partito Liberale Italiano                                                     | Cesare Rotta                    | Pinerolo                             |
| Piemonte              | Partito Socialista Democratico Italiano                                       | Terenzio Magliano               | Torino FIAT Aeritalia Ferriere       |
| Piemonte              | Partito Socialista Democratico Italiano                                       | Giacinto Rovella                | Mondovì                              |
| Lombardia             | Democrazia Cristiana                                                          | Tommaso Ajroldi                 | Rho                                  |
| Lombardia             | Democrazia Cristiana                                                          | Pietro Amigoni                  | Lecco                                |
| Lombardia             | Democrazia Cristiana                                                          | Pietro Cenini                   | Chiari                               |
| Lombardia             | Democrazia Cristiana                                                          | Guido Corbellini                | Vimercate                            |
| Lombardia             | Democrazia Cristiana                                                          | Giovanni Maria Cornaggia Medici | Monza                                |
| Lombardia             | Democrazia Cristiana                                                          | Giordano Dell'Amore             | Lodi                                 |
| Lombardia             | Democrazia Cristiana                                                          | Mario Martinelli                | Cantù                                |
| Lombardia             | Democrazia Cristiana                                                          | Lodovico Montini                | Brescia                              |
| Lombardia             | Democrazia Cristiana                                                          | Noè Pajetta                     | Varese                               |
| Lombardia             | Democrazia Cristiana                                                          | Cristoforo Pezzini              | Bergamo                              |
| Lombardia             | Democrazia Cristiana                                                          | Enrico Roselli                  | Breno                                |
| Lombardia             | Democrazia Cristiana                                                          | Emanuele Samek Lodovici         | Abbiategrasso                        |
| Lombardia             | Democrazia Cristiana                                                          | Natale Santero                  | Busto Arsizio                        |
| Lombardia             | Democrazia Cristiana                                                          | Daniele Turani                  | Treviglio                            |
| Lombardia             | Democrazia Cristiana                                                          | Athos Valsecchi                 | Como                                 |
| Lombardia             | Democrazia Cristiana                                                          | Pasquale Valsecchi              | Sondrio                              |
| Lombardia             | Democrazia Cristiana                                                          | Francesco Zane                  | Salò                                 |
| Lombardia             | Democrazia Cristiana                                                          | Ennio Zelioli Lanzini           | Crema                                |
| Lombardia             | Democrazia Cristiana                                                          | Giovanni Zonca                  | Clusone                              |
| Lombardia             | Partito Comunista Italiano                                                    | Teodosio Aimoni                 | Ostiglia                             |
| Lombardia             | Partito Comunista Italiano                                                    | Ugo Bartesaghi                  | Milano V                             |
| Lombardia             | Partito Comunista Italiano                                                    | Arnaldo Bera                    | Cremona                              |
| Lombardia             | Partito Comunista Italiano                                                    | Giovanni Brambilla              | Vigevano                             |
| Lombardia             | Partito Comunista Italiano                                                    | Gianfranco Maris                | Rho                                  |
| Lombardia             | Partito Comunista Italiano                                                    | Piero Montagnani                | Milano VI                            |
| Lombardia             | Partito Comunista Italiano                                                    | Giorgio Piovano                 | Voghera                              |
| Lombardia             | Partito Comunista Italiano                                                    | Francesco Scotti                | Lodi                                 |
| Lombardia             | Partito Comunista Italiano                                                    | Pietro Ludovico Vergani         | Pavia                                |
| Lombardia             | Partito Comunista Italiano                                                    | Ernesto Zanardi                 | Mantova                              |
| Lombardia             | Partito Socialista Italiano                                                   | Bruno Amoletti                  | Como                                 |
| Lombardia             | Partito Socialista Italiano                                                   | Carlo Arnaudi                   | Abbiategrasso                        |
| Lombardia             | Partito Socialista Italiano                                                   | Arialdo Banfi                   | Rho                                  |
| Lombardia             | Partito Socialista Italiano                                                   | Ugo Bonafini                    | Cantù                                |
| Lombardia             | Partito Socialista Italiano                                                   | Guido Canziani                  | Busto Arsizio                        |
| Lombardia             | Partito Socialista Italiano                                                   | Gastone Darè                    | Ostiglia                             |
| Lombardia             | Partito Socialista Italiano                                                   | Giuseppe Roda                   | Milano VI                            |
| Lombardia             | Partito Socialista Italiano                                                   | Tullia Carettoni Romagnoli      | Mantova                              |
| Lombardia             | Partito Liberale Italiano                                                     | Lea Alcidi Boccacci Rezza       | Milano III                           |
| Lombardia             | Partito Liberale Italiano                                                     | Giorgio Bergamasco              | Milano I                             |
| Lombardia             | Partito Liberale Italiano                                                     | Luigi Grassi                    | Milano II                            |
| Lombardia             | Partito Liberale Italiano                                                     | Vincenzo Palumbo                | Milano IV                            |
| Lombardia             | Partito Socialista Democratico Italiano                                       | Edgardo Lami Starnuti           | Milano IV                            |
| Lombardia             | Partito Socialista Democratico Italiano                                       | Alessandro Morino               | Breno                                |
| Lombardia             | Partito Socialista Democratico Italiano                                       | Italo Viglianesi                | Milano III                           |
| Lombardia             | Movimento Sociale Italiano                                                    | Gastone Nencioni                | Milano II                            |
| Trentino-Alto Adige   | Democrazia Cristiana                                                          | Paolo Berlanda                  | Trento                               |
| Trentino-Alto Adige   | Democrazia Cristiana                                                          | Guido De Unterrichter           | Mezzolombardo                        |
| Trentino-Alto Adige   | Democrazia Cristiana                                                          | Angelo Giacomo Mott             | Pergine Valsugana                    |
| Trentino-Alto Adige   | Democrazia Cristiana                                                          | Giovanni Spagnolli              | Rovereto                             |
| Trentino-Alto Adige   | Partito Popolare Sudtirolese                                                  | Luis Sand                       | Bolzano                              |
| Trentino-Alto Adige   | Partito Popolare Sudtirolese                                                  | Johann Paul Saxl                | Bressanone                           |
| Trentino-Alto Adige   | Partito Socialista Italiano                                                   | Orlando Lucchi                  | Rovereto                             |
| Veneto                | Democrazia Cristiana                                                          | Giuseppe Caron                  | Treviso                              |
| Veneto                | Democrazia Cristiana                                                          | Stanislao Ceschi                | Cittadella                           |
| Veneto                | Democrazia Cristiana                                                          | Eugenio Gatto                   | Mirano                               |
| Veneto                | Democrazia Cristiana                                                          | Carlo Grava                     | Vittorio Veneto - Montebelluna       |
| Veneto                | Democrazia Cristiana                                                          | Dino Limoni                     | Verona Pianura                       |
| Veneto                | Democrazia Cristiana                                                          | Angelo Lorenzi                  | Este                                 |
| Veneto                | Democrazia Cristiana                                                          | Umberto Merlin                  | Padova                               |
| Veneto                | Democrazia Cristiana                                                          | Gerolamo Lino Moro              | Conegliano - Oderzo                  |
| Veneto                | Democrazia Cristiana                                                          | Giorgio Oliva                   | Schio                                |
| Veneto                | Democrazia Cristiana                                                          | Paride Piasenti                 | Verona I                             |
| Veneto                | Democrazia Cristiana                                                          | Giuseppe Trabucchi              | Verona Collina                       |
| Veneto                | Democrazia Cristiana                                                          | Giustino Valmarana              | Bassano del Grappa                   |
| Veneto                | Democrazia Cristiana                                                          | Attilio Venudo                  | San Donà di Piave                    |
| Veneto                | Democrazia Cristiana                                                          | Giuseppe Zampieri               | Vicenza                              |
| Veneto                | Partito Socialista Italiano                                                   | Adelio Albarello                | Verona I                             |
| Veneto                | Partito Socialista Italiano                                                   | Giuseppe Di Prisco              | Verona Pianura                       |
| Veneto                | Partito Socialista Italiano                                                   | Luigi Ferroni                   | Chioggia                             |
| Veneto                | Partito Socialista Italiano                                                   | Giusto Tolloy                   | San Donà di Piave                    |
| Veneto                | Partito Comunista Italiano                                                    | Luigi Gaiani                    | Adria                                |
| Veneto                | Partito Comunista Italiano                                                    | Giovanni Battista Gianquinto    | Venezia                              |
| Veneto                | Partito Comunista Italiano                                                    | Mauro Scoccimarro               | Chioggia                             |
| Veneto                | Partito Socialista Democratico Italiano                                       | Luciano Granzotto Basso         | Belluno                              |
| Veneto                | Partito Liberale Italiano                                                     | Michelangelo Pasquato           | Vicenza                              |
| Friuli-Venezia Giulia | Democrazia Cristiana                                                          | Giuseppe Garlato                | Pordenone                            |
| Friuli-Venezia Giulia | Democrazia Cristiana                                                          | Guglielmo Pelizzo               | Cividale del Friuli                  |
| Friuli-Venezia Giulia | Democrazia Cristiana                                                          | Tiziano Tessitori               | Udine                                |
| Friuli-Venezia Giulia | Democrazia Cristiana                                                          | Ettore Vallauri                 | Gorizia                              |
| Friuli-Venezia Giulia | Partito Comunista Italiano                                                    | Vittorio Vidali                 | Trieste II                           |
| Friuli-Venezia Giulia | Partito Socialista Italiano                                                   | Ercole Bonacina                 | Pordenone                            |
| Friuli-Venezia Giulia | Partito Socialista Democratico Italiano                                       | Attilio Zannier                 | Tolmezzo                             |
| Liguria               | Democrazia Cristiana                                                          | Giorgio Bo                      | Chiavari                             |
| Liguria               | Democrazia Cristiana                                                          | Giorgio Morandi                 | La Spezia                            |
| Liguria               | Democrazia Cristiana                                                          | Franco Varaldo                  | Savona                               |
| Liguria               | Democrazia Cristiana                                                          | Raoul Zaccari                   | Imperia                              |
| Liguria               | Partito Comunista Italiano                                                    | Gelasio Adamoli                 | Genova I                             |
| Liguria               | Partito Comunista Italiano                                                    | Anelito Barontini               | La Spezia                            |
| Liguria               | Partito Comunista Italiano                                                    | Angiola Minella Molinari        | Genova II                            |
| Liguria               | Partito Socialista Italiano                                                   | Gaetano Barbareschi             | Genova II                            |
| Liguria               | Partito Socialista Italiano                                                   | Domenico Macaggi                | Genova III                           |
| Liguria               | Partito Liberale Italiano                                                     | Andrea D'Andrea                 | Genova IV                            |
| Liguria               | Partito Socialista Democratico Italiano                                       | Vincenzo Cassini                | Imperia                              |
| Emilia-Romagna        | Partito Comunista Italiano                                                    | Arturo Raffaello Colombi        | Carpi                                |
| Emilia-Romagna        | Partito Comunista Italiano                                                    | Ariella Farneti                 | Cesena                               |
| Emilia-Romagna        | Partito Comunista Italiano                                                    | Giacomo Ferrari                 | Castelnuovo ne' Monti - Sassuolo     |
| Emilia-Romagna        | Partito Comunista Italiano                                                    | Paolo Fortunati                 | Bologna II                           |
| Emilia-Romagna        | Partito Comunista Italiano                                                    | Luigi Orlandi                   | Bologna I                            |
| Emilia-Romagna        | Partito Comunista Italiano                                                    | Giuliano Pajetta                | Ferrara                              |
| Emilia-Romagna        | Partito Comunista Italiano                                                    | Mario Roffi                     | Portomaggiore                        |
| Emilia-Romagna        | Partito Comunista Italiano                                                    | Remo Salati                     | Reggio nell'Emilia                   |
| Emilia-Romagna        | Partito Comunista Italiano                                                    | Agide Samaritani                | Ravenna                              |
| Emilia-Romagna        | Partito Comunista Italiano                                                    | Attilio Trebbi                  | Modena                               |
| Emilia-Romagna        | Democrazia Cristiana                                                          | Cataldo Cassano                 | Borgotaro - Salsomaggiore            |
| Emilia-Romagna        | Democrazia Cristiana                                                          | Alfredo Conti                   | Piacenza                             |
| Emilia-Romagna        | Democrazia Cristiana                                                          | Alberto Spigaroli               | Fiorenzuola d'Arda - Fidenza         |
| Emilia-Romagna        | Partito Socialista Italiano                                                   | Carlo Giorgi                    | Piacenza                             |
| Emilia-Romagna        | Partito Socialista Italiano                                                   | Giuliana Nenni                  | Ferrara                              |
| Emilia-Romagna        | Partito Socialista Italiano                                                   | Giuseppe Tortora                | Portomaggiore                        |
| Emilia-Romagna        | Democrazia Cristiana - Partito Repubblicano Italiano                          | Guglielmo Donati (DC)           | Forlì - Faenza                       |
| Emilia-Romagna        | Democrazia Cristiana - Partito Repubblicano Italiano                          | Cino Macrelli (PRI)             | Ravenna                              |
| Emilia-Romagna        | Democrazia Cristiana - Partito Repubblicano Italiano                          | Giuseppe Medici (DC)            | Cesena                               |
| Emilia-Romagna        | Democrazia Cristiana - Partito Repubblicano Italiano                          | Gino Zannini (DC)               | Rimini                               |
| Emilia-Romagna        | Partito Socialista Democratico Italiano                                       | Franco Tedeschi                 | Portomaggiore                        |
| Emilia-Romagna        | Partito Liberale Italiano                                                     | Enzo Veronesi                   | Bologna I                            |
| Toscana               | Partito Comunista Italiano                                                    | Renato Bitossi                  | Firenze II                           |
| Toscana               | Partito Comunista Italiano                                                    | Giulio Cerreti                  | Firenze III                          |
| Toscana               | Partito Comunista Italiano                                                    | Mario Fabiani                   | Prato                                |
| Toscana               | Partito Comunista Italiano                                                    | Antonino Maccarrone             | Volterra                             |
| Toscana               | Partito Comunista Italiano                                                    | Luciano Mencaraglia             | Siena                                |
| Toscana               | Partito Comunista Italiano                                                    | Antonio Pesenti                 | Pistoia                              |
| Toscana               | Partito Comunista Italiano                                                    | Umberto Terracini               | Livorno                              |
| Toscana               | Partito Comunista Italiano                                                    | Nicola Vaccaro                  | Montevarchi                          |
| Toscana               | Democrazia Cristiana                                                          | Armando Angelini                | Viareggio                            |
| Toscana               | Democrazia Cristiana                                                          | Cesare Angelini                 | Lucca                                |
| Toscana               | Democrazia Cristiana                                                          | Giuseppe Bartolomei             | Montevarchi                          |
| Toscana               | Democrazia Cristiana                                                          | Guido Bisori                    | Prato                                |
| Toscana               | Democrazia Cristiana                                                          | Giorgio Braccesi                | Pistoia                              |
| Toscana               | Democrazia Cristiana                                                          | Alfredo Moneti                  | Arezzo                               |
| Toscana               | Partito Socialista Italiano                                                   | Giovanni Bernardi               | Massa-Carrara                        |
| Toscana               | Partito Socialista Italiano                                                   | Luigi Mariotti                  | Arezzo                               |
| Toscana               | Partito Socialista Italiano                                                   | Giacomo Picchiotti              | Volterra                             |
| Toscana               | Partito Socialista Democratico Italiano                                       | Giulio Maier                    | Firenze I                            |
| Toscana               | Partito Liberale Italiano                                                     | Eugenio Artom                   | Firenze I                            |
| Toscana               | Movimento Sociale Italiano                                                    | Alessandro Lessona              | Firenze I                            |
| Umbria                | Partito Comunista Italiano                                                    | Alfio Caponi                    | Città di Castello                    |
| Umbria                | Partito Comunista Italiano                                                    | Emilio Secci                    | Terni                                |
| Umbria                | Partito Comunista Italiano                                                    | Bruno Simonucci                 | Perugia II                           |
| Umbria                | Democrazia Cristiana                                                          | Mario Cingolani                 | Perugia I                            |
| Umbria                | Democrazia Cristiana                                                          | Giuseppe Salari                 | Foligno - Spoleto                    |
| Umbria                | Democrazia Cristiana                                                          | Romolo Tiberi                   | Orvieto                              |
| Umbria                | Partito Socialista Italiano                                                   | Luciano Fabio Stirati           | Città di Castello                    |
| Marche                | Democrazia Cristiana                                                          | Mario Carelli                   | Macerata                             |
| Marche                | Democrazia Cristiana                                                          | Aristide Merloni                | Jesi - Senigallia                    |
| Marche                | Democrazia Cristiana                                                          | Amor Tartufoli                  | Ascoli Piceno                        |
| Marche                | Democrazia Cristiana                                                          | Umberto Tupini                  | Fermo                                |
| Marche                | Partito Comunista Italiano                                                    | Eolo Fabretti                   | Jesi - Senigallia                    |
| Marche                | Partito Comunista Italiano                                                    | Ezio Santarelli                 | Fermo                                |
| Marche                | Partito Comunista Italiano                                                    | Evio Tomasucci                  | Urbino                               |
| Marche                | Partito Socialista Italiano                                                   | Fernando Schiavetti             | Jesi - Senigallia                    |
| Lazio                 | Democrazia Cristiana                                                          | Ugo Angelilli                   | Civitavecchia                        |
| Lazio                 | Democrazia Cristiana                                                          | Emilio Battista                 | Latina                               |
| Lazio                 | Democrazia Cristiana                                                          | Marzio Bernardinetti            | Rieti                                |
| Lazio                 | Democrazia Cristiana                                                          | Francesco Maria Dominedò        | Tivoli                               |
| Lazio                 | Democrazia Cristiana                                                          | Cesare Augusto Fanelli          | Frosinone                            |
| Lazio                 | Democrazia Cristiana                                                          | Pietro Micara                   | Velletri                             |
| Lazio                 | Democrazia Cristiana                                                          | Attilio Piccioni                | Viterbo                              |
| Lazio                 | Democrazia Cristiana                                                          | Pier Carlo Restagno             | Sora - Cassino                       |
| Lazio                 | Partito Comunista Italiano                                                    | Paolo Bufalini                  | Velletri                             |
| Lazio                 | Partito Comunista Italiano                                                    | Angelo Compagnoni               | Frosinone                            |
| Lazio                 | Partito Comunista Italiano                                                    | Luigi Alberto Gigliotti         | Roma III                             |
| Lazio                 | Partito Comunista Italiano                                                    | Carlo Levi                      | Civitavecchia                        |
| Lazio                 | Partito Comunista Italiano                                                    | Mario Mammucari                 | Tivoli                               |
| Lazio                 | Partito Comunista Italiano                                                    | Leto Morvidi                    | Viterbo                              |
| Lazio                 | Partito Comunista Italiano                                                    | Edoardo Perna                   | Roma IV                              |
| Lazio                 | Partito Socialista Italiano                                                   | Giuseppe Alberti                | Viterbo                              |
| Lazio                 | Partito Socialista Italiano                                                   | Giorgio Fenoaltea               | Rieti                                |
| Lazio                 | Partito Socialista Italiano                                                   | Angelo Tomassini                | Latina                               |
| Lazio                 | Movimento Sociale Italiano                                                    | Lando Ferretti                  | Roma I                               |
| Lazio                 | Movimento Sociale Italiano                                                    | Ezio Gray                       | Roma IV                              |
| Lazio                 | Movimento Sociale Italiano                                                    | Francesco Turchi                | Roma V                               |
| Lazio                 | Partito Liberale Italiano                                                     | Umberto Bonaldi                 | Roma I                               |
| Lazio                 | Partito Liberale Italiano                                                     | Ugo D'Andrea                    | Roma II                              |
| Lazio                 | Partito Socialista Democratico Italiano                                       | Dante Schietroma                | Frosinone                            |
| Abruzzi e Molise      | Democrazia Cristiana                                                          | Vincenzo Bellisario             | Avezzano                             |
| Abruzzi e Molise      | Democrazia Cristiana                                                          | Pietro De Dominicis             | Teramo                               |
| Abruzzi e Molise      | Democrazia Cristiana                                                          | Angelo De Luca                  | Chieti                               |
| Abruzzi e Molise      | Democrazia Cristiana                                                          | Giuseppe Magliano               | Larino                               |
| Abruzzi e Molise      | Democrazia Cristiana                                                          | Giuseppe Spataro                | Lanciano - Vasto                     |
| Abruzzi e Molise      | Partito Comunista Italiano                                                    | Francesco Paolo D'Angelosante   | Pescara                              |
| Abruzzi e Molise      | Partito Comunista Italiano                                                    | Luigi Di Paolantonio            | Teramo                               |
| Abruzzi e Molise      | Partito Socialista Italiano                                                   | Vincenzo Milillo                | Pescara                              |
| Abruzzi e Molise      | Movimento Sociale Italiano                                                    | Nicola Tommaso Pace             | Lanciano - Vasto                     |
| Campania              | Democrazia Cristiana                                                          | Giacinto Bosco                  | Piedimonte Matese - Sessa Aurunca    |
| Campania              | Democrazia Cristiana                                                          | Gabriele Criscuoli              | Sant'Angelo dei Lombardi             |
| Campania              | Democrazia Cristiana                                                          | Luigi De Michele                | Santa Maria Capua Vetere - Aversa    |
| Campania              | Democrazia Cristiana                                                          | Basilio Focaccia                | Sala Consilina - Vallo della Lucania |
| Campania              | Democrazia Cristiana                                                          | Silvio Gava                     | Castellamare di Stabia               |
| Campania              | Democrazia Cristiana                                                          | Vincenzo Indelli                | Eboli                                |
| Campania              | Democrazia Cristiana                                                          | Angelo Raffaele Jervolino       | Nola                                 |
| Campania              | Democrazia Cristiana                                                          | Antonio Lepore                  | Cerreto Sannita                      |
| Campania              | Democrazia Cristiana                                                          | Pietro Lombari                  | Caserta                              |
| Campania              | Democrazia Cristiana                                                          | Vincenzo Monaldi                | Napoli I                             |
| Campania              | Democrazia Cristiana                                                          | Leopoldo Rubinacci              | Torre del Greco                      |
| Campania              | Partito Comunista Italiano                                                    | Giovanni Bertoli                | Napoli V                             |
| Campania              | Partito Comunista Italiano                                                    | Antonio Cassese                 | Eboli                                |
| Campania              | Partito Comunista Italiano                                                    | Mario Gomez d'Ayala             | Nola                                 |
| Campania              | Partito Comunista Italiano                                                    | Mario Palermo                   | Torre del Greco                      |
| Campania              | Partito Comunista Italiano                                                    | Salvatore Pellegrino            | Caserta                              |
| Campania              | Partito Comunista Italiano                                                    | Antonio Pompeo Rendina          | Santa Maria Capua Vetere - Aversa    |
| Campania              | Partito Comunista Italiano                                                    | Riccardo Romano                 | Salerno                              |
| Campania              | Partito Comunista Italiano                                                    | Maurizio Valenzi                | Napoli VI                            |
| Campania              | Partito Socialista Italiano                                                   | Generoso Jodice                 | Santa Maria Capua Vetere - Aversa    |
| Campania              | Partito Socialista Italiano                                                   | Costantino Preziosi             | Avellino                             |
| Campania              | Partito Socialista Italiano                                                   | Aristide Sellitti               | Nocera Inferiore                     |
| Campania              | Partito Liberale Italiano                                                     | Alfonso Chiariello              | Napoli III                           |
| Campania              | Partito Liberale Italiano                                                     | Giovanni D'Errico               | Castellamare di Stabia               |
| Campania              | Partito Liberale Italiano                                                     | Michelangelo Nicoletti          | Avellino                             |
| Campania              | Movimento Sociale Italiano                                                    | Antonio Cremisini               | Nocera Inferiore                     |
| Campania              | Movimento Sociale Italiano                                                    | Enea Franza                     | Benevento - Ariano Irpino            |
| Campania              | Partito Democratico Italiano di Unità Monarchica                              | Gaetano Fiorentino              | Napoli III                           |
| Campania              | Partito Socialista Democratico Italiano                                       | Luigi Angrisani                 | Sala Consilina - Vallo della Lucania |
| Puglia                | Democrazia Cristiana                                                          | Alessandro Agrimi               | Lecce                                |
| Puglia                | Democrazia Cristiana                                                          | Nicola Angelini                 | Bitonto                              |
| Puglia                | Democrazia Cristiana                                                          | Martino Caroli                  | Gallipoli - Galatina                 |
| Puglia                | Democrazia Cristiana                                                          | Francesco Ferrari               | Tricase                              |
| Puglia                | Democrazia Cristiana                                                          | Giacinto Genco                  | Altamura                             |
| Puglia                | Democrazia Cristiana                                                          | Grazia Giuntoli                 | Cerignola                            |
| Puglia                | Democrazia Cristiana                                                          | Onofrio Jannuzzi                | Molfetta                             |
| Puglia                | Democrazia Cristiana                                                          | Vitantonio Perrino              | Brindisi                             |
| Puglia                | Democrazia Cristiana                                                          | Gaspare Pignatelli              | Martina Franca                       |
| Puglia                | Democrazia Cristiana                                                          | Luigi Russo                     | Monopoli                             |
| Puglia                | Partito Comunista Italiano                                                    | Sebastiano Carucci              | Martina Franca                       |
| Puglia                | Partito Comunista Italiano                                                    | Luigi Conte                     | Cerignola                            |
| Puglia                | Partito Comunista Italiano                                                    | Carlo Francavilla               | Barletta - Trani                     |
| Puglia                | Partito Comunista Italiano                                                    | Giuseppe Gramegna               | Molfetta                             |
| Puglia                | Partito Comunista Italiano                                                    | Federico Kuntze                 | Foggia - San Severo                  |
| Puglia                | Partito Comunista Italiano                                                    | Francesco Stefanelli            | Altamura                             |
| Puglia                | Partito Socialista Italiano                                                   | Giuseppe Antonio Giancane       | Taranto                              |
| Puglia                | Partito Socialista Italiano                                                   | Giuseppe Papalia                | Bari                                 |
| Puglia                | Movimento Sociale Italiano                                                    | Araldo di Crollalanza           | Bari                                 |
| Puglia                | Movimento Sociale Italiano                                                    | Domenico Latanza                | Taranto                              |
| Puglia                | Partito Socialista Democratico Italiano                                       | Francesco Paolo Mongelli        | Barletta - Trani                     |
| Basilicata            | Democrazia Cristiana                                                          | Antonio Bolettieri              | Matera                               |
| Basilicata            | Democrazia Cristiana                                                          | Donato Pafundi                  | Potenza                              |
| Basilicata            | Democrazia Cristiana                                                          | Bonaventura Picardi             | Lagonegro                            |
| Basilicata            | Democrazia Cristiana                                                          | Domenico Schiavone              | Tricarico                            |
| Basilicata            | Partito Comunista Italiano                                                    | Michele Guanti                  | Matera                               |
| Basilicata            | Partito Comunista Italiano                                                    | Ignazio Petrone                 | Melfi                                |
| Basilicata            | Partito Socialista Italiano                                                   | Paolo Battino Vittorelli        | Tricarico                            |
| Calabria              | Democrazia Cristiana                                                          | Antonio Berlingieri             | Rossano                              |
| Calabria              | Democrazia Cristiana                                                          | Giuseppe Mario Militerni        | Castrovillari - Paola                |
| Calabria              | Democrazia Cristiana                                                          | Arturo Perugini                 | Nicastro                             |
| Calabria              | Democrazia Cristiana                                                          | Vittorio Pugliese               | Vibo Valentia                        |
| Calabria              | Democrazia Cristiana                                                          | Tommaso Spasari                 | Catanzaro                            |
| Calabria              | Partito Comunista Italiano                                                    | Luca De Luca                    | Catanzaro                            |
| Calabria              | Partito Comunista Italiano                                                    | Luigi Gullo                     | Cosenza                              |
| Calabria              | Partito Comunista Italiano                                                    | Armando Scarpino                | Nicastro                             |
| Calabria              | Partito Comunista Italiano                                                    | Francesco Spezzano              | Crotone                              |
| Calabria              | Partito Socialista Italiano                                                   | Giuseppe Femia                  | Reggio di Calabria                   |
| Calabria              | Partito Socialista Italiano                                                   | Achille Salerni                 | Castrovillari - Paola                |
| Calabria              | Movimento Sociale Italiano                                                    | Michele Barbaro                 | Reggio di Calabria                   |
| Sicilia               | Democrazia Cristiana                                                          | Giuseppe Alessi                 | Piazza Armerina                      |
| Sicilia               | Democrazia Cristiana                                                          | Gioacchino Attaguile            | Caltagirone                          |
| Sicilia               | Democrazia Cristiana                                                          | Heros Cuzari                    | Barcellona Pozzo di Gotto            |
| Sicilia               | Democrazia Cristiana                                                          | Alfio Di Grazia                 | Catania I                            |
| Sicilia               | Democrazia Cristiana                                                          | Angelo Di Rocco                 | Caltanissetta                        |
| Sicilia               | Democrazia Cristiana                                                          | Arcangelo Florena               | Patti                                |
| Sicilia               | Democrazia Cristiana                                                          | Camillo Giardina                | Termini Imerese - Cefalù             |
| Sicilia               | Democrazia Cristiana                                                          | Barbaro Lo Giudice              | Catania II                           |
| Sicilia               | Democrazia Cristiana                                                          | Girolamo Messeri                | Partinico Monreale                   |
| Sicilia               | Democrazia Cristiana                                                          | Antonio Pecoraro                | Corleone - Bagheria                  |
| Sicilia               | Democrazia Cristiana                                                          | Agostino Pennisi di Floristella | Acireale                             |
| Sicilia               | Partito Comunista Italiano                                                    | Olindo Carubia                  | Agrigento                            |
| Sicilia               | Partito Comunista Italiano                                                    | Antonio Caruso                  | Catania II                           |
| Sicilia               | Partito Comunista Italiano                                                    | Nicolò Rosario Cipolla          | Sciacca                              |
| Sicilia               | Partito Comunista Italiano                                                    | Umberto Fiore                   | Siracusa                             |
| Sicilia               | Partito Comunista Italiano                                                    | Giuseppe Granata                | Piazza Armerina                      |
| Sicilia               | Partito Comunista Italiano                                                    | Filippo Traina                  | Ragusa                               |
| Sicilia               | Partito Socialista Italiano                                                   | Nicolò Asaro                    | Caltanissetta                        |
| Sicilia               | Partito Socialista Italiano                                                   | Simone Gatto                    | Trapani                              |
| Sicilia               | Partito Socialista Italiano                                                   | Mario Martinez                  | Acireale                             |
| Sicilia               | Movimento Sociale Italiano                                                    | Luigi Grimaldi                  | Enna                                 |
| Sicilia               | Movimento Sociale Italiano                                                    | Dionisio Moltisanti             | Noto                                 |
| Sicilia               | Movimento Sociale Italiano                                                    | Luigi Picardo                   | Caltanissetta                        |
| Sicilia               | Partito Liberale Italiano                                                     | Edoardo Battaglia               | Termini Imerese - Cefalù             |
| Sicilia               | Partito Liberale Italiano                                                     | Francesco Cataldo               | Partinico Monreale                   |
| Sicilia               | Partito Liberale Italiano                                                     | Vincenzo Michele Trimarchi      | Messina                              |
| Sicilia               | Partito Socialista Democratico Italiano                                       | Leopoldo Zagami                 | Messina                              |
| Sicilia               | Partito Democratico Italiano di Unità Monarchica                              | Salvatore Ponte                 | Palermo II                           |
| Sicilia               | Unione Siciliana Cristiano Sociale                                            | Sergio Marullo di Condojanni    | Alcamo                               |
| Sardegna              | Democrazia Cristiana                                                          | Antonio Azara                   | Tempio - Ozieri                      |
| Sardegna              | Democrazia Cristiana                                                          | Enrico Carboni                  | Oristano                             |
| Sardegna              | Democrazia Cristiana                                                          | Luigi Crespellani               | Cagliari                             |
| Sardegna              | Democrazia Cristiana                                                          | Francesco Deriu                 | Sassari                              |
| Sardegna              | Democrazia Cristiana                                                          | Antonio Monni                   | Nuoro                                |
| Sardegna              | Partito Comunista Italiano                                                    | Luigi Pirastu                   | Oristano                             |
| Sardegna              | Partito Comunista Italiano                                                    | Velio Spano                     | Iglesias                             |
| Sardegna              | Partito Socialista Italiano                                                   | Emilio Lussu                    | Iglesias                             |
| Sardegna              | Movimento Sociale Italiano - Partito Democratico Italiano di Unità Monarchica | Gavino Pinna (MSI)              | Sassari                              |
| Valle d'Aosta         | Union Valdôtaine                                                              | Renato Chabod                   | Aosta                                |